# Trifolium parryi
Trifolium parryi är en ärtväxtart som beskrevs av Asa Gray. Trifolium parryi ingår i släktet klövrar, och familjen ärtväxter. IUCN kategoriserar arten globalt som livskraftig.

## Underarter
Arten delas in i följande underarter:
- T. p. montanense
- T. p. parryi
- T. p. salictorum